# Kritolaos
Kritolaos – hellenistyczny filozof Perypatu.
Urodził się w Phaselis w Licji, ok. 200 r. p.n.e. Zmarł mając 82 lata. W 156/155 roku p.n.e. przebywał w Rzymie wraz z kierownikiem Akademii Karneadesem, oraz ze stoikiem Diogenesem. Był przywódcą Perypatu po Aristonie.
Chociaż starał się trzymać nauki Arystotelesa, broniąc idei wieczności świata, myśl jego zdradza wyraźne wpływy stoickie. Nauczał, że przyjemność jest złem, a cnota, czyli dobro duszy, są znacznie ważniejsze od dóbr zewnętrznych i dobra ciała. Utożsamiał też psyche z eterem, czyli twierdził, że dusza jest materialna.